# Иванов, Геннадий Иванович (серийный убийца)
Генна́дий Ива́нович Ивано́в (1947—1982) — советский серийный убийца, насильник и грабитель, действовавший в 1980 году в городе Горьком. В большинстве эпизодов убивал своих жертв, нанося многочисленные удары ножом, в том числе один в шею, отчего и наступала смерть жертвы.

## Биография
Геннадий Иванов родился в 1947 году в Чувашской АССР в селе, где стал трактористом. Военную службу Иванов проходил в секретной части на Байконуре. После демобилизации примерно в 1973 году во время бытовой ссоры совершил первое убийство. Был осуждён на 10 лет лишения свободы. Сотрудничал с администрацией колонии: благодаря доносам, в 1980 году, через 7 лет после осуждения, получил условно-досрочное освобождение. Устроился на Горьковский автомобильный завод, но вскоре бросил работу. Преступления начал совершать осенью 1980 года.
Первый раз ночью Иванов попытался изнасиловать девушку (Анну Ковалёву), но её спасли случайные прохожие. В ту же ночь он совершил неудачное нападение на другую девушку. Вторая потерпевшая получила несколько ножевых ранений, но выжила и смогла описать нападавшего. Через 2 недели Иванов изнасиловал и убил девушку (Нину Синицыну) и забрал у неё 200 рублей. На эти деньги он купил себе новую одежду, а старую, со следами крови, подарил уборщице общественного туалета, где переодевался. Через несколько дней Иванов убил мужчину, у которого забрал новые туфли, а свои оставил на месте преступления. В тот же день он убил ещё одного мужчину (Константина Александрова). Добычей маньяка стали 1100 рублей и ещё одна пара обуви.
Через несколько недель он совершил нападение на двух девушек, звонивших по телефону-автомату. Одна из них (28-летняя Надежда Слепова) была убита несколькими ударами ножа. Вторая хотя и получила многочисленные ножевые ранения, смогла убежать, но скончалась от полученных ранений в больнице. Перед смертью потерпевшая сумела описать нападавшего.
Вскоре Иванов убил ветерана Великой Отечественной войны. В городе началась паника. Позже в посёлке Вурнары Чувашской АССР Иванов во время бытовой ссоры убил женщину. В тот же день он совершил изнасилование, после чего был задержан. При обыске у него нашли женские ювелирные украшения и наручные часы, принадлежавшие его жертвам. Кроме Геннадия Иванова, следователи допросили и его младшего брата Леонида, которого, как выяснилось, маньяк обманом попытался втянуть в соучастие в убийстве женщины, но Леонид, испытав ужас от того, что его старший брат прямо на его глазах зарезал женщину, больше не захотел даже приближаться к Геннадию.
На допросах Иванов постоянно называл себя «Королём» — то джунглей, то преступного мира. Был приговорён к смертной казни через расстрел. В 1982 году приговор был приведён в исполнение.